# ريني هارلن
ريني هارلن (Renny Harlin؛ ريهيماكي، 15 مارس 1959) مخرج ومنتج سنيمائي فنلندي، عـُرف بإخراجه للكثير من أفلام الحركة والرعب. اشتهر بإخراجه لفيلم داي هارد 2، الذي رُشح لجائزة التوتة الذهبية لأسوأ إخراج فيلم. إلا أنه يأتي في المرتبة 81 في قائمة أعلى المديرين إيراداً في كل العصور (استناداً إلى إجمالي الإيرادات المحلية بالولايات المتحدة).

## روابط خارجية
- ريني هارلن على موقع IMDb (الإنجليزية)
- ريني هارلن على موقع مونزينجر (الألمانية)
- ريني هارلن على موقع ألو سيني (الفرنسية)
- ريني هارلن على موقع تيرنر كلاسيك موفيز (الإنجليزية)
- ريني هارلن على موقع أول موفي (الإنجليزية)
- ريني هارلن على موقع بوكس أوفيس موجو (الإنجليزية)
- ريني هارلن على موقع قاعدة بيانات الأفلام السويدية (السويدية)
- ريني هارلن على موقع إن إن دي بي (الإنجليزية)
- ريني هارلن على موقع قاعدة بيانات الفيلم (الإنجليزية)
- ريني هارلن على موقع كينوبويسك (الروسية)